# Aleuronudus jequiensis
Aleuronudus jequiensis là một loài côn trùng cánh nửa trong họ Aleyrodidae, phân họ Aleurodicinae.
Aleuronudus jequiensis được Bondar miêu tả khoa học đầu tiên năm 1928.